# ボルタ (トラ)
ボルタ（2012年6月6日 - 2022年6月8日）は、栃木県那須町の那須サファリパークで飼育されていた雄のベンガルトラである。
「金色の毛並み」を有する希少なゴールデンタビータイガー。アメリカ合衆国の俳優ジョン・トラボルタにちなんで命名された。2018年5月、岩手サファリパークから那須サファリパークに転入した。
2019年8月9日に、那須サファリパーク公式Twitterアカウントに投稿された、展示場内の池の水を抜かれてしょんぼりしているように見える写真が流行し、その猛獣らしからぬ穏やかでかわいらしい表情から、一躍園内の人気者となった。
2022年1月5日、施設管理上の問題とみられる原因で、飼育員3人を負傷させる事故を起こした。
2022年6月8日、ボルタが横たわって死亡しているのを飼育員が発見。解剖の結果急性心不全で死去した事が10日分かった。11歳没。